# Rezervația peisagistică Poiana–Curătura
Rezervația peisagistică Poiana-Curătura-Tarasova este o arie protejată, situată între satele Poiana din raionul Șoldănești și Tarasova din raionul Rezina, Republica Moldova (ocolul silvic Șoldănești, Poiana, parcelele 12, 13; Curătura-Tabora, parcelele 14-17; Curătura-Corn, parcela 18). Are o suprafață de 692 ha. Obiectul este administrat de Gospodăria Silvică de Stat Soroca.

## Descriere

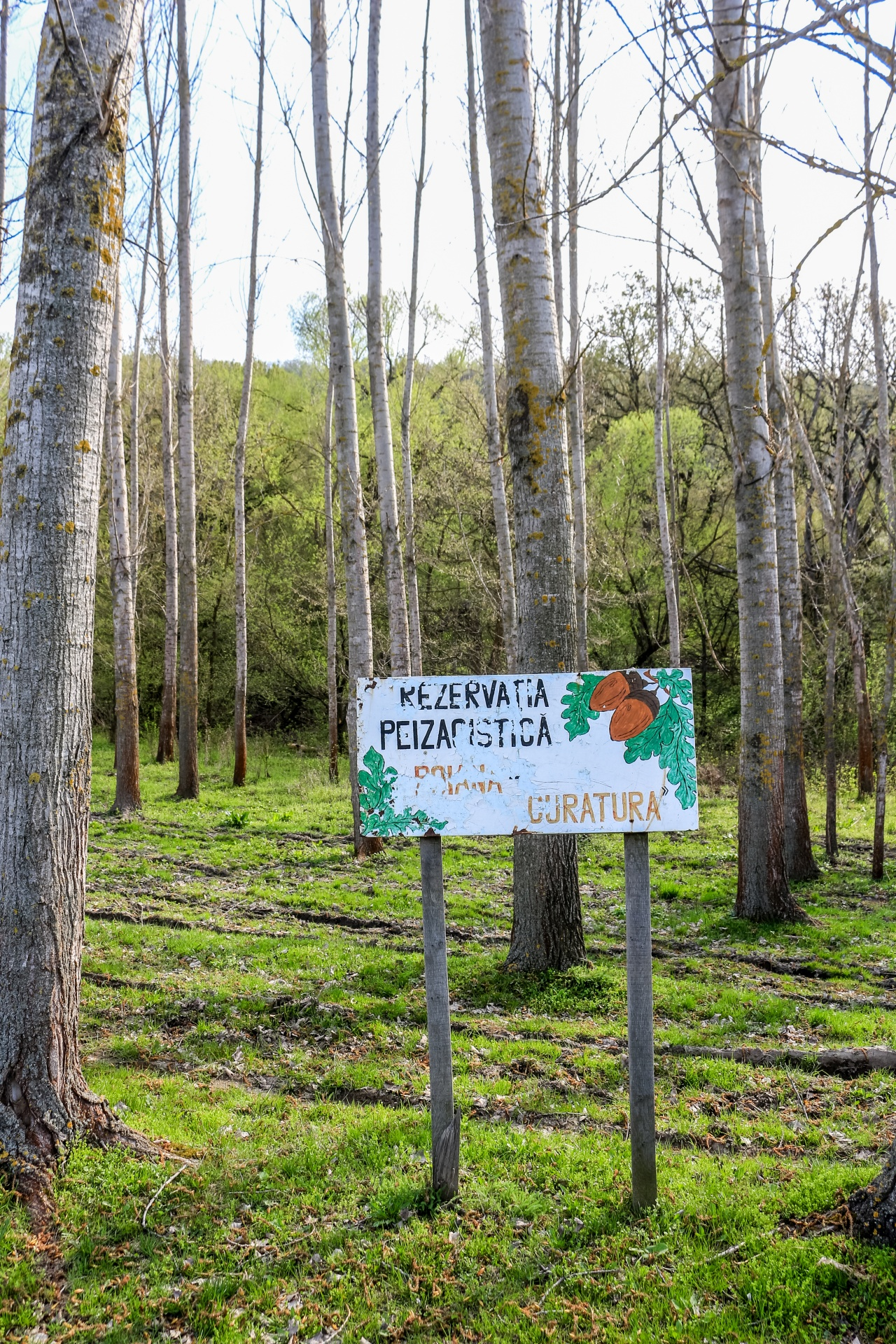
Panou informativ

Aria cuprinde versanți abrupți, pe alocuri stâncoși, pe malul drept al Nistrului, acoperiți cu tufăriș, între satele Socol și Tarasova, precum și canioanele care se deshid spre Nistru la nord-vest de satele Poiana și Curătura. Pe această porțiune se găsesc terasele vechi ale Nistrului, care formează ieșituri abrupte cu o lungime de 50–70 m peste alte terase mai tinere. Din terasele abrupte și dezgolite se văd depunerile sarmatice. Depunerile sunt formate în temei din straturi de lut cu sloiuri de torf vulcanic (7 m), iar mai sus calcar (13 m). Ele conțin rămășițe ale bogatei faune de moluște. Orizontul în partea de jos este fomat din nisipuri și calcar ocsalit.
Rezervația este populată de multe specii de plante rare: vișin turcesc, drobușor, bârcoace, drob, etc. Locul este pitoresc. În condiții secetoase crește teiul argintiu.